# Урохолум
Урохолум — комбинированное лекарственное средство растительного происхождения. Содержит 10 трав, каждый компонент экстрагируется отдельно. Применяется в урологии, гастроэнтерологии.

## История
Урохолум (Урохол) был синтезирован в 2008 году на базе Житомирской фармацевтической фабрики («Вишфа»). При разработке фитопрепарата Урохолум использовался накопленный поколениями эмпирический опыт фитотерапии, проводились комплексные исследования фитохимических, фармакологических, технологических свойств растительного лекарственного сырья. Разработчиками изучались 4 многокомпонентных состава фитокомпозиций, из которых был выбран наилучший по своему действию. Этот состав и получил название Урохолум (Урохол).

## Состав
- моркови дикой плоды (Dauci carotae fructus) 0,2 г;
- ортосифона тычиночного листья (Orthosiphonis staminei foliа) 0,18 г;
- спорыша трава (Polygoni avicularis herba) 0,15 г;
- кукурузы столбики с рыльцами (Zeae maydisstyli cum stigmatis) 0,12 г;
- бузины чёрной цветки (Sambuci nigrae flores) 0,1 г;
- хвоща полевого трава (Equisetiherba) 0,1 г;
- хмеля соплодия (Lupuli flos) 0,05 г;
- березы почки (Betulae gemmae) 0,05 г;
- зверобоя трава (Hyperici herba) 0,04 г;
- мяты перечной листья (Menthae piperitae folia) 0,01 г;
- вспомогательное вещество: экстрагент- этанол 40 %[1].

### Описание состава
В составе препарата 10 трав. Многокомпонентность препарата оправдана, она обеспечивает синергизм действующих веществ и обогащает состав конечного продукта. Более того, у одного препарата со сложным составом может проявляться несколько фармакологических эффектов, которые обеспечивают влияние на различные звенья патогенеза заболевания.
Одни из основных эффектов, которые проявляет Урохолум, — противовоспалительный, литолитический, спазмолитический, диуретический, анальгезирующий.

### Описание действующих компонентов
- Плоды моркови дикой содержат кумарины, фуранохромоны, дубильные вещества, флавоноиды, значительное количество эфирного и жирного масла и обеспечивают диуретическое, литолитическое, спазмолитическое и противовоспалительное действия[4][5].
- Листья ортосифона тычиночного богаты тритерпеновыми сапонинами (производными амирина), флавоноидами, урсоловой и другими органическими кислотами. Они проявляют мочегонное, желчегонное, спазмолитическое действие, способствуют выведению мочевой кислоты, мочевины, солей тяжёлых металлов[4][5].
- Трава горца птичьего, в составе которой дубильные вещества, флавоноиды, соединения кремниевой кислоты, органические кислоты, обладает мочегонным, кровоостанавливающим, противомикробным и противовоспалительным действиями, способствует растворению и выведению песка и камней из почек, оказывает антитоксическое действие[4][5].
- Цветки бузины чёрной содержат флавоноиды, различные гидроксикоричные кислоты, амины, дубильные вещества, эфирное масло. Новогаленовым препаратам бузины присущи противовоспалительные, мочегонные, болеутоляющие свойства[4][5].
- Трава хвоща полевого оказывает разносторонние фармакологические действия: мочегонное, кровоостанавливающее, противовоспалительное, литолитическое, дезинтоксикационное при отравлениях свинцом. Эти эффекты реализуются за счёт солей кремниевой кислоты, тритерпеновых сапонинов, флавоноидов, селена, горечей, дубильных веществ, эфирных и жирных масел[4][5].
- Трава зверобоя, благодаря значительному содержанию полифенольных соединений, в частности гиперозида, рутина, кверцетина, биофлавоноидов-биапигенина и аментофлавона, антоцианов, антраценов, эфирного масла проявляет противомикробное, капилляроукрепляющее, противовоспалительное, спазмолитическое действие[4][5].
- Кукурузные рыльца, содержащие витамины К, инозит, сапонины, флавоноиды, оказывают желчегонный, диуретический, кровоостанавливающий эффекты[4][5].
- Для новогаленовых препаратов из берёзовых почек характерны диуретические, желчегонные, спазмолитические, противомикробные, репаративные свойства, обусловленные содержанием в сырье значительного количества эфирного масла, в состав которого входят бетулин, кариофиллен, бетуленол[4][5].
- Шишки хмеля также богаты эфирным маслом, преобладающими компонентами которого являются гумулен и мирцен[4][5].
- Листья мяты перечной благодаря эфирному маслу с высоким содержанием ментола, ментофурана, лимонена оказывают спазмолитическое, желчегонное, обезболивающее и антисептическое действия[4][5].

## Фармакодинамика
Средства, применяемые в урологии. Код АТС G04B D.
Комбинированный препарат растительного происхождения. Комплекс биологически активных веществ Урохолума, легко всасываясь в кровь и стимулируя почечное и печеночное кровообращение, способствует увеличению моче- и желчевыделения, нормализует тонус гладкой мускулатуры верхних мочевыделительных путей и желчного пузыря, ослабляет воспалительные процессы, оказывает бактерицидное, диуретическое, желчегонное, спазмолитическое действия.
Урохолум оказывает антиазотемический эффект, выводит из организма мочевину, мочевую кислоту, хлориды. Способствует выведению песка и камней из почек, мочевого и желчного пузыря.
Оригинальный состав Урохолума (Урохола) в целом обладает литолитическим, спазмолитическим, мочегонным, дезинтоксикационным, гемостатическим, противовоспалительным, анальгезирующим, седативным действиями.

## Показания к применению

### Официальное применение (по инструкции)
В составе комплексной терапии острых и хронических заболеваний (неспецифической инфекции) мочевыводящих путей (Цистит, Уретрит) и почек (Пиелонефрит), хронических неинфекционных заболеваний почек (нефрит, нефроз); мочекаменная, Почечнокаменная болезнь и солевой диатез (профилактика образования конкрементов, в том числе после их удаления); хронический холецистит, дискинезия желчевыводящих путей.

## Противопоказания
Повышенная чувствительность к компонентам препарата. Изменение реологических свойств крови, обтурационная желтуха.

## Способ применения и дозы
Взрослым и детям от 12 лет применять перед употреблением пищи по 10-20 капель, разводя небольшим количеством воды, трижды в сутки.
Курс лечения определяется врачом с учетом течения заболевания, характера сопутствующей терапии и длится от 5 суток до 1 месяца. По назначению врача курс терапии можно повторить.
Перед применением взболтать, так как при хранении возможно образование осадка.

## Передозировка
Усиление побочных реакций.
Лечение: при передозировке следует назначать большое количество питья и провести симптоматическое лечение.

## Побочные эффекты
Аллергические реакции, головокружение, диспептические явления: тошнота, рвота.